# Aeropuerto de Ämari
La Base Aérea de Ämari es una base aérea militar situada en el condado de Harjumaa, Estonia, a 7 km al sur del lago Klooga y a 20 millas náuticas (37 km) al suroeste de Tallin. La base fue inaugurada en 1945.

## Historia

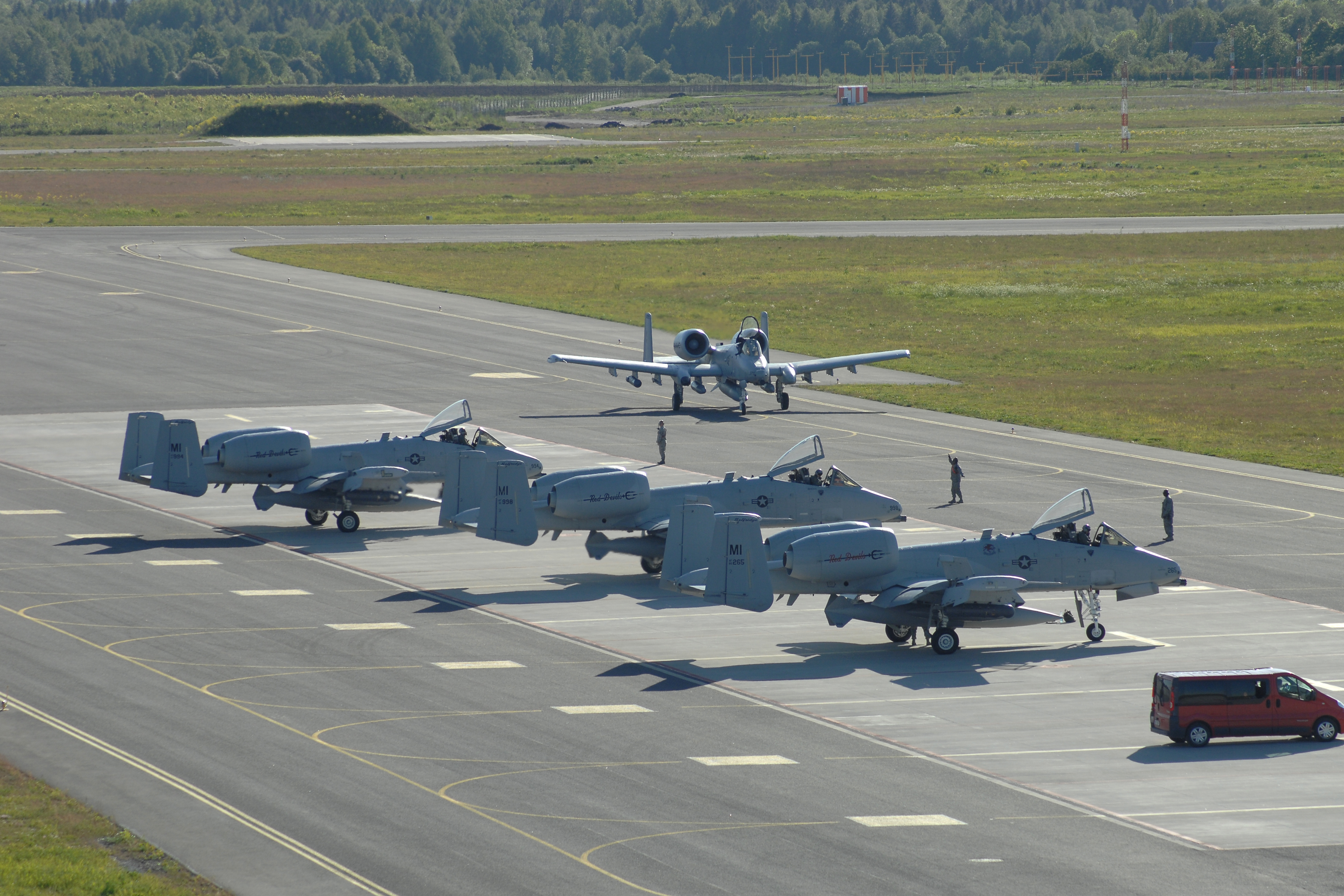
A-10 de la Guardia Nacional Aérea de Michigan en la base aérea de Ämari en 2012.

La Base Aérea de Ämari fue construida entre 1940 y 1952 bajo un acuerdo firmado entre la RSS de Estonia y la Unión Soviética. En 1945, el Ministerio de Defensa de la URSS estableció allí un aeródromo de reserva naval de su Flota del Báltico, donde comenzaron a operar los hidroaviones anfibios Catalina PBY-5A del 69.º Regimiento de Reconocimiento de Largo Alcance y los cazas de escolta Yak-9P. En 1952 se convirtió en la base principal para las unidades ubicadas en Ämari. En noviembre de 1967, se formó en el aeródromo el 88.º Regimiento de Aviación de Cazas-Bombarderos, que permaneció allí hasta agosto de 1984, cuando fue trasladado al aeródromo de Kanatovo, en Kirovograd, Ucrania. Entre 1967 y 1973 el regimiento operó aviones MiG-17, de 1970 a 1980 el MiG-21PFM, y desde 1980 el MiG-27D (K).
En 1977, se formó en el aeródromo el 321.º Regimiento de Aviación de Cazas-Bombarderos. Este regimiento operó aeronaves Su-7B. En 1987 fue reconvertido al Su-24 y transferido a la 132.ª División de Aviación de Bombardeo. En 1994, el regimiento fue disuelto en el propio aeródromo. Durante la Guerra de Vietnam, la base sirvió como centro de entrenamiento para pilotos soviéticos en el uso de los aviones MiG-15, MiG-15bis, MiG-17 y MiG-19 antes de su despliegue en Vietnam del Norte como «pilotos asesores militares» y en países árabes durante los conflictos contra Israel.
Después de 1975, las unidades sustituyeron los antiguos MiG por aviones Sukhoi. Posteriormente, Ämari albergó al 321.º y/o al 170.º Regimiento Naval de Aviación de Asalto (MShAP), que operaban aviones Su-24. Tras la disolución de la Unión Soviética, la base continuó bajo administración de la Fuerza Aérea Rusa hasta su entrega a Estonia en 1996. La Ala de Vigilancia Aérea de la Fuerza Aérea de Estonia fue creada en enero de 1998 y tiene su sede en esta base. Tras el ingreso de Estonia en la Organización del Tratado del Atlántico Norte (OTAN) en 2004, la base fue adaptada para ser interoperable con dicha organización. Desde 2014, aviones de la OTAN han estado estacionados en Ämari.

## Uso actual
Desde abril de 2014, la base ha sido sede de las patrullas de la Policía Aérea del Báltico de la OTAN. El 30 de abril de ese año, la misión comenzó con la llegada de cuatro F-16 de la Real Fuerza Aérea Danesa. Durante 2015 se anunció que los recursos aéreos de la operación estadounidense «Atlantic Resolve» tendrían como base Ämari.
En septiembre de 2015, cazas Lockheed Martin F-22 Raptor realizaron una visita a la base. Desde abril de 2023, los cazas Eurofighter Typhoon del Escuadrón IX de la Real Fuerza Aérea (RAF) están destacados en Ämari como parte de la Fuerza de Reacción Rápida de la Operación «Azotize», misión de policía aérea báltica de la OTAN, en reemplazo del escuadrón Taktisches Luftwaffengeschwader 71 «Richthofen» (Typhoon) de la Luftwaffe.